# AAI RQ-7 Shadow
El AAI RQ-7 Shadow es un vehículo aéreo no tripulado (UAV) estadounidense utilizado por el Ejército de Estados Unidos, el Ejército australiano, el Ejército sueco, la Fuerza Aérea turca y el Ejército italiano para reconocimiento, vigilancia, adquisición de objetivos y evaluación de daños en combate. Lanzado desde una catapulta neumática montada en un remolque, se recupera con la ayuda de un dispositivo de detención similar al de los reactores de un portaviones. Su cámara electro-óptica/infrarroja (EO/IR), suspensión cardán, estabilizada digitalmente y refrigerada por nitrógeno líquido, transmite vídeo en tiempo real a través de un enlace de datos de banda C con línea de mira directa a la estación de Control Terrestre de (UAV).
El 2.º Batallón del 13.er Regimiento de Aviación del Ejército de EE. UU. en Fuerte Huachuca, Arizona, entrena a soldados, infantes de marina y civiles en el funcionamiento y mantenimiento del UAS Shadow. El Shadow es operado en el Ejército de EE. UU. a nivel de brigada.

## Desarrollo
El RQ-7 Shadow es el resultado de la búsqueda continuada por parte del Ejército estadounidense de un UAS eficaz para el campo de batalla tras la cancelación del avión Alliant RQ-6 Outrider. AAI Corporation siguió a su RQ-2 Pioneer con el Shadow 200, un UAS similar y más refinado. A finales de 1999, el ejército seleccionó el Shadow 200 para cubrir la necesidad de UAS tácticos, rebautizándolo como RQ-7. Los requisitos del ejército especificaban un UAS que utilizara un motor de gasolina de aviación, pudiera llevar una torreta de sensores de imagen electroóptica/infrarroja y tuviera un alcance máximo de 31 millas (50 kilómetros) con una autonomía de cuatro horas en la estación. El Shadow 200 ofrecía al menos el doble de autonomía. Las especificaciones también exigían que el UAS pudiera aterrizar en un campo de atletismo.

## Diseño
El sistema de aeronave no tripulada RQ-7 Shadow 200 tiene una configuración de empuje de ala alta y cuerda constante con un empenaje de doble cola y una cola en V invertida. La aeronave está propulsada por un motor Wankel AR741-1101 de 38 CV (28 kW) diseñado y fabricado por UAV Engines Ltd en el Reino Unido.Los sistemas eléctricos de a bordo funcionan con un generador GEC/Plessey de 28 voltios, corriente continua y 2 kW.

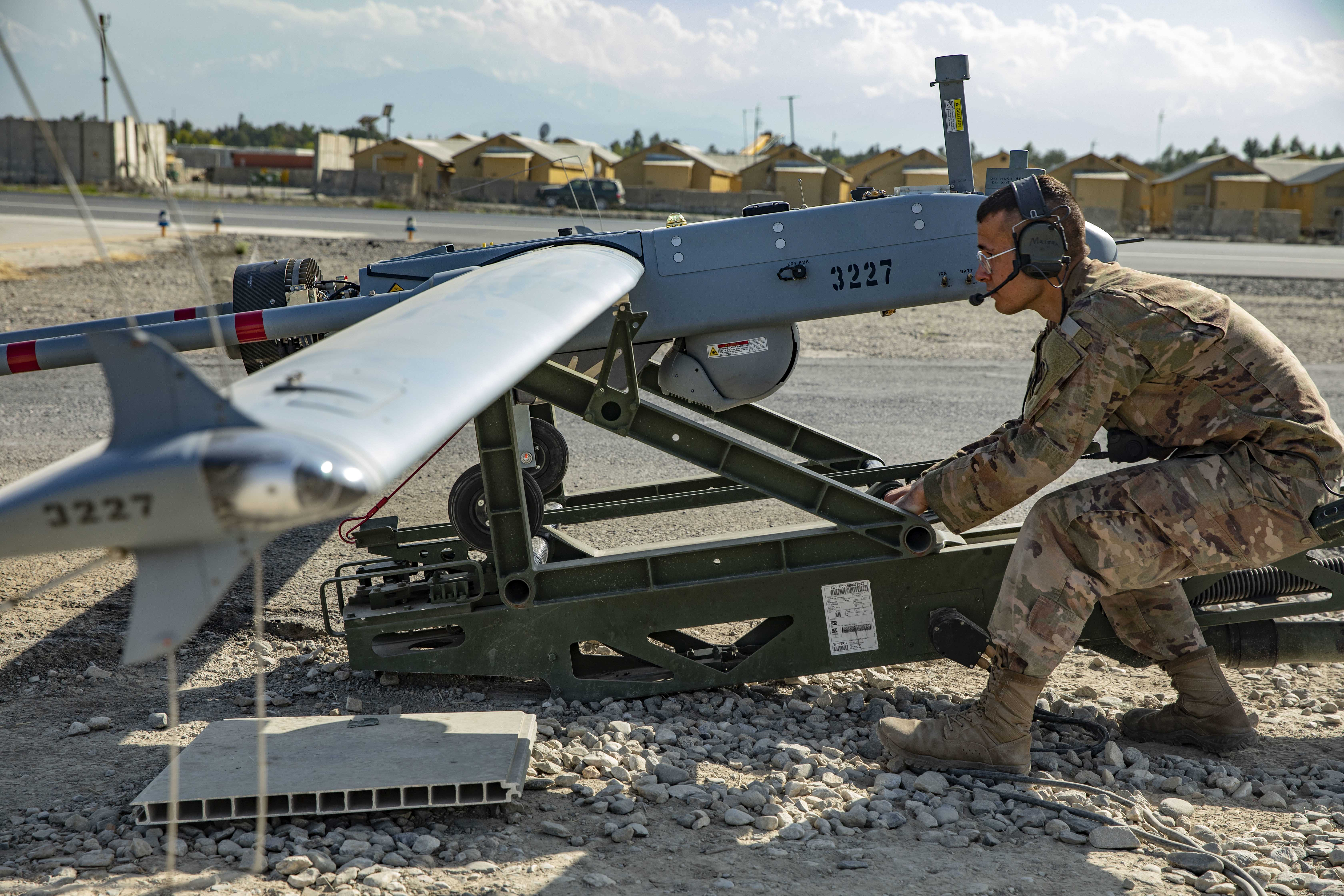
Soldado realizando inspecciones previas al vuelo en un RQ-7B Shadow en Afganistán, 2019.

Actualmente, la carga principal de la aeronave es la carga útil óptica enchufable POP300 de Israel Aerospace Industries, que consta de una cámara infrarroja orientada hacia delante, una cámara de televisión diurna con un filtro seleccionable de infrarrojo cercano y un puntero láser. El avión dispone de un tren de aterrizaje triciclo fijo. El despegue está asistido por un lanzador neumático montado en un remolque que puede acelerar la aeronave de 170 kg (375 libras) a 70 kN (130 km/h) en 40 pies (12 m).
Los aterrizajes están guiados por un Sistema Táctico de Aterrizaje Automático, desarrollado por Sierra Nevada Corporation, que consiste en un radar de longitud de onda micromilimétrica basado en tierra y un transpondedor que lleva el avión. Una vez en tierra, un gancho montado en la aeronave atrapa un cable de detención conectado a dos tambores de freno de disco que pueden detener la aeronave en menos de 170 pies (52 m).
El avión forma parte de un sistema más amplio que actualmente utiliza la serie M1152 de Humvees para el transporte terrestre de todo el equipo terrestre y aéreo. Un sistema Shadow 200 consta de cuatro aviones, tres de los cuales se transportan en el Transportador de vehículos aéreos (AVT). El cuarto se transporta en un contenedor de almacenamiento especialmente diseñado para ser utilizado como repuesto. El AVT también remolca el lanzador.
El Vehículo de Apoyo AVT y el remolque contienen equipos adicionales para lanzar y recuperar la aeronave, como el Sistema Táctico de Aterrizaje Automático. El equipo de mantenimiento de la aeronave se almacena en el vehículo y remolque de la Sección de Mantenimiento Multifuncional (MSM), así como en el Vehículo de Apoyo M1165 MSM y su remolque asociado.
Dos estaciones de control en tierra (GCS) montadas en Humvee, que también forman parte del sistema Shadow 200, controlan la aeronave en vuelo. Cada estación tiene un terminal de datos en tierra (GDT) asociado, que recibe las órdenes generadas por el GCS y las modula en ondas de radio que recibe la aeronave en vuelo. El GDT recibe imágenes de vídeo de la carga útil, así como telemetría de la aeronave, y envía esta información al GCS.
Un remolque, conducido por el vehículo de apoyo M1165 GCS, transporta el GDT y alberga un Generador Táctico Silencioso de 10 kW para suministrar energía a su GCS asociado. El sistema Shadow 200 también incluye una Estación Portátil de Control Terrestre (PGCS) y una Terminal Portátil de Datos Terrestres (PGDT), que son versiones reducidas de la GCS y la GDT diseñadas como apoyo a las dos GCS.
Un sistema Shadow 200 sobre el terreno requiere 22 soldados para su funcionamiento. Los modelos del Ejército indican que la mayor carga de trabajo para la tripulación se produce en el despegue y la segunda en el aterrizaje.
El Shadow no puede operar en condiciones meteorológicas adversas, ya que no está diseñado para volar bajo la lluvia y sus sensores no pueden ver a través de las nubes.

## Historia operativa

### Servicio en los Estados Unidos
En julio de 2007, la plataforma Shadow acumuló 200.000 horas de vuelo, duplicando su récord anterior de 100.000 horas en 13 meses. A continuación, el sistema superó las 300.000 horas de vuelo en abril de 2008 y, en mayo de 2010, el sistema Shadow había acumulado más de 500.000 horas de vuelo. En 2011, el Shadow había registrado más de 709.000 horas. La plataforma Shadow ha volado más de 37.000 salidas en apoyo de operaciones en Irak y Afganistán por parte de unidades del Ejército de Tierra y de la Guardia Nacional del Ejército de Estados Unidos.
El 6 de agosto de 2012, AAI anunció que el Shadow había alcanzado las 750.000 horas de vuelo durante más de 173.000 misiones. A finales de junio de 2014, los UAV Shadow habían realizado más de 900 000 horas de vuelo.
El Shadow no entró en servicio en la campaña de Afganistán de 2001-2002, pero sí voló en misiones operativas en apoyo de la Operación Libertad Iraquí. Las condiciones operativas en Irak resultaron duras para los UAV,lo que dio lugar a un esfuerzo de alta prioridad para encontrar soluciones con cambios en la tecnología del sistema y los procedimientos operativos. Desde entonces, los Shadow UAS han volado más de 600.000 horas de combate en apoyo de las guerras de Irak y Afganistán.
En 2007, el Cuerpo de Marines de los Estados Unidos inició la transición del RQ-2 Pioneer al RQ-7 Shadow.VMU-1, VMU-2 completaron su transición del RQ-2 al RQ-7 y ScanEagle mientras que VMU-3 y VMU-4 fueron activados como elementos Shadow y ScanEagle.La VMU-3 se activó el 12 de septiembre de 2008 y la VMU-4 realizó su vuelo inaugural el 28 de septiembre de 2010 en Yuma, Arizona. En octubre de 2007, la VMU-1 se convirtió en el primer escuadrón del Cuerpo de Marines que entró en combate en Irak. La VMU-2 desplegó un destacamento Shadow en Afganistán en 2009, y la VMU-3 le siguió en enero de 2010.
La Armada proporcionó personal para cuatro pelotones Shadow en apoyo de las brigadas del ejército desplegadas en Irak. Los dos primeros pelotones regresaron de misiones de seis meses en Irak en enero y febrero de 2008. El personal de la Armada pasó por el programa de adiestramiento del Ejército en Fuerte Huachuca (Arizona).
El Ejército de EE. UU. está poniendo en marcha un plan para reformar sus capacidades de exploración aérea mediante el desguace de su flota de helicópteros OH-58 Kiowa de 2015 a 2019 y su sustitución por helicópteros de ataque AH-64 Apache equipados con UAV Shadow y MQ-1C Grey Eagle. El uso de medios no tripulados para explorar el terreno pondría a los pilotos de las aeronaves tripuladas fuera del alcance de posibles daños. Las brigadas de aviación de combate (CAB) reformadas estarían formadas por un batallón de 24 Apaches para misiones de ataque y un escuadrón de reconocimiento armado de otros 24 Apaches en equipo con tres pelotones Shadow que sumarían un total de 12 RQ-7; también incluirían una compañía Gray Eagle. El equipo tripulado-no tripulado de Apaches y aviones no tripulados (UA) puede satisfacer el 80 por ciento de las necesidades de reconocimiento aéreo.
El 16 de marzo de 2015, el 1.er Batallón, 501.º Regimiento de Aviación fue rebautizado como 3.er Escuadrón, 6.º Regimiento de Caballería, convirtiéndose en el primero de los 10 batallones Apache que se convertirán en un escuadrón de reconocimiento de ataque pesado mediante la eliminación del helicóptero explorador Kiowa y la asignación orgánica de tres pelotones RQ-7 Shadow; los batallones de ataque también se alinearán con una compañía MQ-1C Gray Eagle asignada a cada división. El traslado de los Shadow desde el nivel de equipo de combate de brigada a los propios batallones reduce las líneas de comunicación, los problemas de distancia y permite a los operadores y pilotos entrenarse mejor y trabajar juntos.
A principios de julio de 2014, el Ejército de Estados Unidos envió RQ-7 Shadows a Bagdad como parte de los esfuerzos para proteger al personal de la embajada contra los ataques de militantes del Estado Islámico, junto con helicópteros de ataque Apache que podrían utilizarlos a través de equipos tripulados y no tripulados para compartir información y designar objetivos.
El 29 de julio de 2018, la Infantería de Marina de los Estados Unidos realizó su último lanzamiento del RQ-7B durante los ejercicios RIMPAC antes de retirarlo. Desde que se desplegó por primera vez con los Marines en Irak en octubre de 2007, la aeronave llegó a equipar cuatro escuadrones de UAS tácticos, volando unas 39.000 horas durante 11 despliegues operativos. El Shadow fue sustituido por el RQ-21 Blackjack, que se desplegó por primera vez en 2014.
En marzo de 2019, el Ejército de Estados Unidos seleccionó a Martin UAV y AAI Corporation para "proporcionar sistemas de aeronaves no tripuladas para que los pelotones los prueben como candidatos para reemplazar el UAS táctico Shadow." El Ejército busca una mejor acústica e independencia de la pista en comparación con el antiguo Shadow, así como menores requisitos de equipamiento. Poco después de la selección de los primeros equipos, L3Harris Technologies y Arcturus-UAV (más tarde bajo el nombre de AeroVironment) también fueron elegidos para presentar candidatos. Las cuatro aeronaves se utilizaron para evaluar los requisitos y valorar las nuevas capacidades, y en agosto de 2021 el Ejército decidió seguir adelante con un concurso para el Futuro Sistema Táctico de Aeronaves no Tripuladas (FTUAS); la decisión sobre el despliegue está prevista para 2025. El Ejército eligió el AeroVironment Jump 20 en agosto de 2022. La adquisición informará de los requisitos para un segundo incremento del programa, que se basará en una adquisición competitiva independiente.Aunque el Ejército ya tenía previsto sustituir el Shadow en los equipos de combate de brigada, en un principio estaba previsto que siguieran utilizándolo las brigadas de aviación de combate y las unidades de fuerzas especiales hasta mediados de la década de 2030, pero el Ejército reveló en febrero de 2024 que había decidido sustituir toda la flota del Shadow como parte de una revisión de sus activos de aviación.

### Servicio con Rumania
Los primeros UAV Shadow 600 entraron en servicio en las Fuerzas Aéreas rumanas en 1998, y en 2007 ya había nueve drones en servicio. Los drones se utilizaron durante el despliegue rumano en Irak a partir de 2003. Estos drones volaron en misiones IMINT como parte de la Dirección General de Inteligencia de Defensa en apoyo de la División Multinacional Centro-Sur. Tres drones se estrellaron durante este despliegue.

## Variantes

### RQ-7A Shadow
El RQ-7A fue la versión inicial del UAS Shadow 200 desarrollado por AAI. Los primeros sistemas de baja producción inicial se entregaron al ejército estadounidense en 2002, mientras que los primeros sistemas de producción a gran escala se entregaron en septiembre de 2003. El RQ-7A medía 3,40 m de largo y tenía una envergadura de 3,89 m, con un peso máximo al despegue de 148 kg. La autonomía del avión oscilaba entre 4 y 5,5 horas dependiendo de la misión. El avión modelo "A" también tenía el motor AR741-1100 que podía utilizar gasolina de automoción de 87 octanos o combustible de aviación 100LL. El modelo "A" también contaba con la carga útil POP200 de IAI.

### RQ-7B Shadow

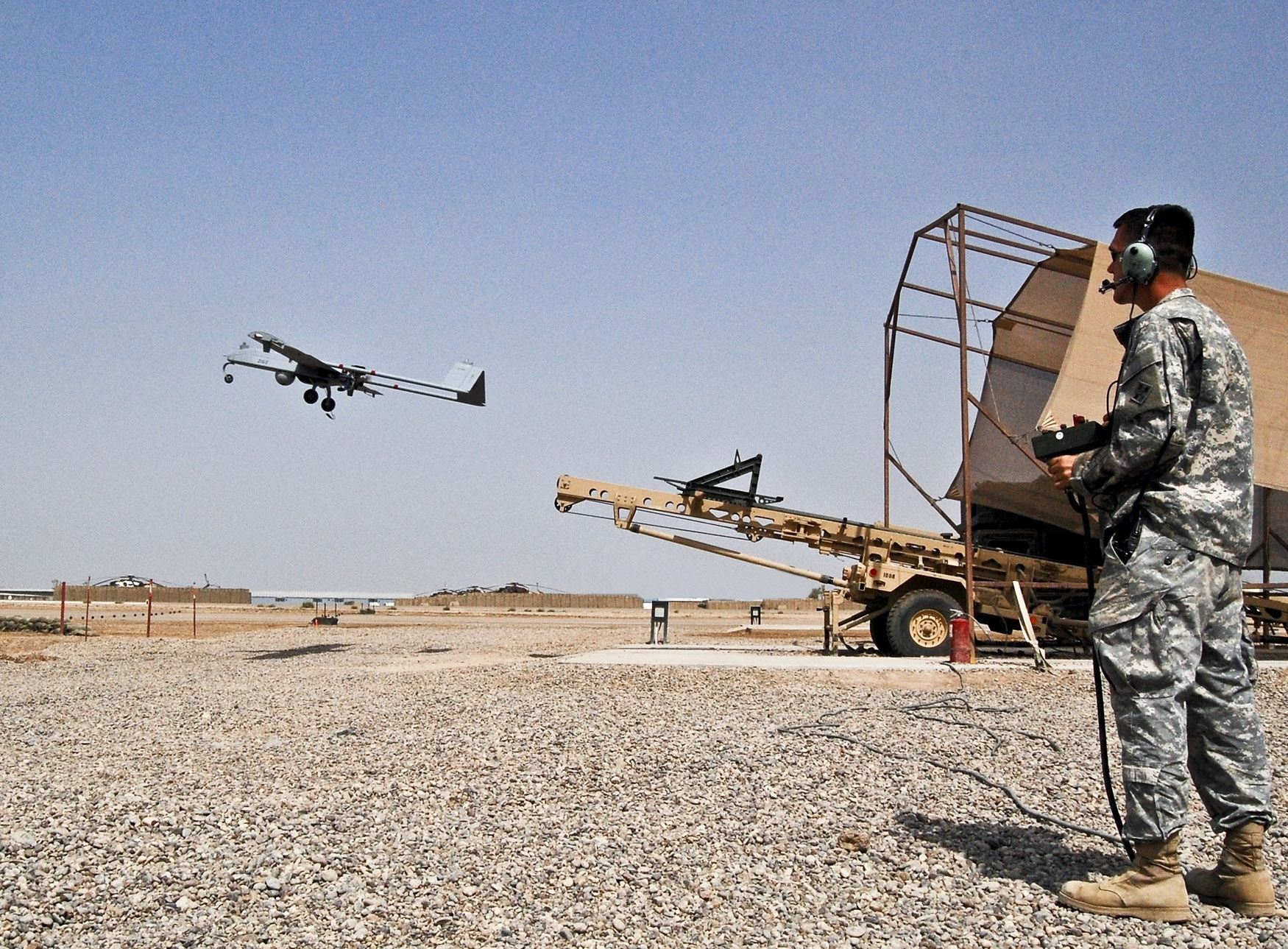
El RQ-7B sale de su lanzador.

La producción del avión Shadow pasó a una variante RQ-7B generalmente mejorada en el verano de 2004. El RQ-7B incorpora nuevas alas cuya longitud ha aumentado hasta los 4,3 m (14 pies). Las nuevas alas no sólo son más eficientes aerodinámicamente, sino que están "mojadas" para aumentar el almacenamiento de combustible hasta 44 litros para una resistencia de hasta 6 horas.La capacidad de carga útil se ha aumentado a 45 kilogramos (99 libras).
Tras los informes procedentes de Irak de que los motores estaban fallando, en 2005, el director del proyecto UAV del Ejército pidió el uso de 100LL, un combustible de aviación, en lugar del convencional mogas de 87 octanos. Los sistemas de aviónica se han mejorado en general, y la nueva ala está diseñada para alojar un paquete de retransmisión de comunicaciones, que permite a la aeronave actuar como estación de retransmisión. Esto permite a los comandantes o incluso a los propios operadores del avión comunicarse por radio con las tropas en tierra en lugares que de otro modo estarían "muertos" al tráfico de radio.
El Shadow puede operar hasta a 125 km (78 mi) de su centro de operaciones tácticas de brigada, y reconocer vehículos tácticos hasta a 8.000 pies (2.400 m) sobre el terreno a más de 3,5 km (2,2 mi) de alcance oblicuo.
Otras mejoras del sistema incluyen la sustitución del motor AR741-1100 por el AR741-1101, que aumenta la fiabilidad mediante el uso de bujías dobles, así como la limitación del combustible a 100LL. Además, la antigua carga útil POP200 se sustituyó por el nuevo sistema POP300. En febrero de 2010, la AAI inició un programa de actualización de la flota para mejorar el sistema Shadow. Las mejoras incluyen la instalación de mazos de cables y actualizaciones de software para la carga útil POP300D de IAI, que incluye un designador para guiar bombas guiadas por láser.
Otras mejoras del programa incluirán un motor de inyección electrónica de combustible y un sistema de combustible para sustituir al motor carburado del AR741-1101. La mejora más visible del sistema será un ala más ancha de 6,1 m (20 pies) de envergadura, diseñada para aumentar la capacidad de combustible y permitir una autonomía de misión de casi 9 horas. Las nuevas alas también incluirán puntos duros para municiones externas.
Un programa conjunto del Ejército y la Infantería de Marina está probando la interferencia de artefactos explosivos improvisados en un Shadow en MCAS Yuma. Otra iniciativa conjunta consiste en observar una zona terrestre de 4 km × 4 km desde 3.650 m (12.000 pies).
El Ejército propone ahora el Shadow 152A mejorado, que incluye el software Soldier Radio Waveform, que permite tanto al puesto de mando como a sus tropas ver las imágenes que proyecta el UAV, siempre que estén en la misma frecuencia. También aumenta la distancia y el área de comunicación.
Las pruebas preliminares de TCDL realizadas en el campo de pruebas de Dugway fueron un éxito. Esto llevó a una fecha de lanzamiento estimada de mayo de 2010 para el TCDL. En marzo de 2015, la primera unidad Shadow se equipó con la versión mejorada RQ-7BV2 Shadow. Las nuevas capacidades del BV2 incluyen el TCDL, el cifrado de los enlaces de datos de vídeo y control, un software que permite la interoperabilidad entre otras plataformas UAS, la integración de una estación de control común y un terminal de control para todas las plataformas UAS del Ejército, un motor de inyección electrónica de combustible y una mayor resistencia de nueve horas gracias a una envergadura alargada de 20 pies (6,1 m), con un peso aumentado a 204 kg (450 lb). Los sistemas Shadow se están modernizando a un ritmo de 2-3 al mes, y está previsto que todos los Shadow del Ejército se conviertan en BV2 en 2019.
En 2020, el Ejército introdujo el Shadow Block III. La configuración permite al Shadow volar en condiciones de lluvia de hasta dos pulgadas por hora, un aumento de cuatro veces sobre las versiones anteriores, lleva la cámara L3 Wescam MX-10 EO/IR con recolección de imágenes mejorada, tiene un Sistema de Radio Táctica Conjunta para permitir la retransmisión de comunicaciones, y utiliza una configuración de motor más fiable y potente con ruido reducido.

#### Shadow Armado
El 19 de abril de 2010, el Ejército publicó una "solicitud de búsqueda de fuentes" de contratistas de defensa para una munición para el sistema Shadow, con un plazo para la presentación de propuestas que finalizaba el 10 de mayo de 2010 a más tardar. Aunque todavía no se ha elegido ninguna munición específica, algunas de las posibles municiones son la bomba Pyros de Raytheon, el mortero guiado de lanzamiento aéreo de 4,5 kg (10 libras) de 81 mm de General Dynamics, así como el sistema QuickMEDS para la entrega de suministros médicos a tropas remotas y desamparadas.
Posteriormente, el Ejército ralentizó los trabajos y el Cuerpo de Marines tomó la iniciativa de armar el RQ-7 Shadow. Raytheon ha realizado con éxito pruebas de vuelo con la Munición Táctica Pequeña, y Lockheed Martin ha probado el arma de planeo Shadow Hawk desde un RQ-7. El 1 de noviembre de 2012, General Dynamics demostró con éxito su mortero guiado Air Dropped de 81 mm, con tres lanzamientos a 7.000 pies (2.100 m) que impactaron a menos de siete metros de la retícula del objetivo.
Desde agosto de 2011, el Cuerpo de Marines ha recibido autorización oficial para experimentar con RQ-7 armados, y exige a AAI que seleccione una munición de precisión lista para su despliegue.AAI recibió 10 millones de dólares para ello en diciembre de 2011, y afirma que un arma ya ha sido desplegada por el Shadow.En 2014, Textron lanzó el arma de precisión Fury desde un Shadow 200.
En mayo de 2015, el Cuerpo de Marines se había quedado sin fondos para el armamento del RQ-7, y el Ejército había mostrado poco interés en continuar el esfuerzo. La postura del Ejército es que la principal capacidad del Shadow es la vigilancia persistente, mientras que hay muchas otras formas de lanzar bombas sobre objetivos y añadir eso al Shadow añadiría peso y disminuiría la resistencia.

### Nightwarden
Una versión de prueba denominada STTB voló en verano de 2011. AAI está desarrollando una versión mayor denominada M2 con un ala mixta que incluye un motor Lycoming de combustible pesado de 3 cilindros y 60 CV (45 kW), y comenzó las pruebas de vuelo en agosto de 2012. El Shadow M2 tiene una carrocería conformada que reduce la resistencia, una envergadura de 7,6 m y es 54 kg más pesado. Puede volar durante 16 horas a altitudes de hasta 18.000-20.000 pies (5.500-6.100 m). Su autonomía y techo de servicio son comparables a los de los UAS del Grupo 4, como el MQ-1 Predator, por lo que la empresa presenta el M2 como una alternativa económica a los aviones no tripulados de mayor tamaño.
Dispone de una mayor carga útil para transportar paquetes de radar de apertura sintética (RAS), vigilancia de área amplia, navegación, inteligencia de señales y guerra electrónica. También tiene la capacidad de ser controlado más allá de la línea de visión a través de un enlace SATCOM. Aunque el M2 utiliza los mismos componentes internos que el RQ-7B Shadow 200 y es compatible con los equipos de apoyo y la infraestructura terrestre existentes, su mayor peso requiere cambios en el lanzador actual.El Shadow M2 utiliza entre el 80 y el 85 por ciento de los componentes del Shadow V2, al tiempo que permite una capacidad adicional de 45 kg (100 lb) con un peso total del fuselaje aumentado a 330 kg (720 lb).
En junio de 2017, Textron presentó el TUAS Nightwarden como un modelo listo para la producción del Shadow M2 de desarrollo, el cambio de nombre se debe a las importantes mejoras y perfeccionamientos del sistema, como mayor flexibilidad y capacidad de combate, funciones SATCOM y mando y control mejorados. El avión tiene un alcance de 1.100 km (680 mi), una velocidad máxima de 90 nudos (100 mph; 170 km/h), una autonomía de 15 horas, puede volar a una altitud de 16.000 pies (4.900 m) y tiene un peso máximo al despegue de 340 kg (750 lb) con un compartimento de carga doble con una capacidad de 59 kg (130 lb).

### Shadow 600

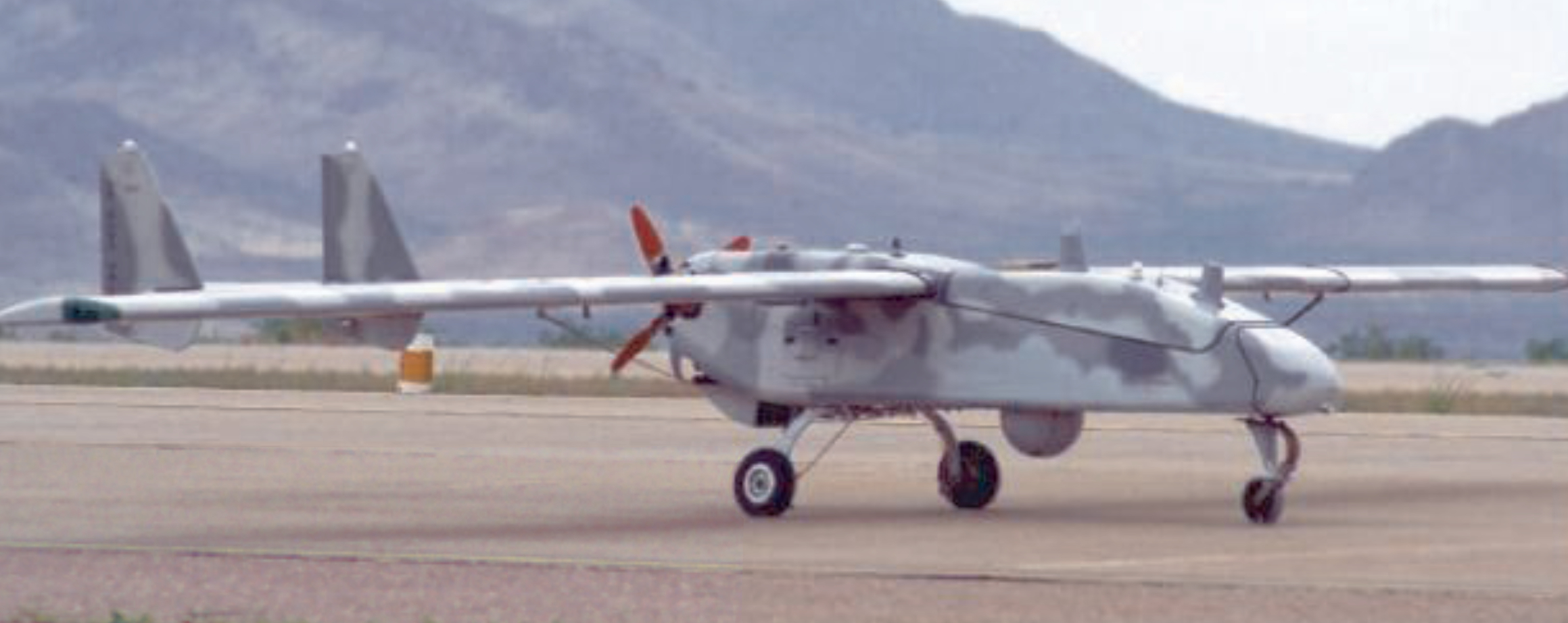
UAV Shadow 600

AAI también ha construido un derivado a escala del Pioneer conocido como "Shadow 600". También se parece a un Pioneer, excepto en que los paneles exteriores de las alas están barridos hacia atrás y tiene un motor Wankel más potente, el UAV EL 801, con 52 CV (39 kW). Varios Shadow 600 están en servicio en varios países, entre ellos Rumanía.

### SR/C Shadow
AAI, junto con la compañía hermana de Textron, Bell Helicopter, tiene la intención de modificar dos Shadows con un rotor Carter en la parte superior para el despegue y aterrizaje vertical, eliminando la necesidad de los sistemas de recuperación y lanzador neumático, al tiempo que aumenta la carga útil y la resistencia. A partir de agosto de 2011, se espera que vuele en 2012.AAI también esperaba utilizar la tecnología SR/C para el Shadow Knight, una aeronave de vigilancia de dos hélices con rotor propulsado para el programa MRMUAS de la Armada estadounidense; sin embargo, el programa MRMUAS se canceló en 2012.

## Operadores

### Operadores actuales
Australia
- Ejército australiano: El Gobierno australiano ha comprado 18 aviones y ha sustituido a ScanEagle,[79] y comenzó a utilizarlos en Afganistán en mayo de 2012.[80]

Italia
- Ejército italiano: En julio de 2010, el ejército italiano encargó cuatro sistemas Shadow 200.[81]

Kosovo
- Fuerza de Seguridad de Kosovo: El Ministro de Defensa kosovar, Armend Mehaj, firmó un contrato para la compra de un avión no tripulado de fabricación estadounidense, tipo MQ DRONE, para las Fuerzas de Seguridad kosovares.

Rumania
- Fuerza Aérea Rumana: La Fuerza Aérea Rumana ha comprado 11 Shadow 600.[73] Los seis primeros aviones no tripulados se adquirieron en 1998. Uno se estrelló en el país y tres en Irak.[41]

Suecia
- Ejército sueco: a principios de 2011 se entregaron 8 aeronaves (2 sistemas). Estos sistemas fueron modificados por SAAB para adaptarlos mejor al uso sueco, y recibieron el nombre de UAV03 Örnen. Listos para ser reemplazados.[82]

Turquía
- Fuerza Aérea Turca: Fuerza Aérea Turca; La Fuerza Aérea Turca también opera 9 RQ-7 Shadow 600.[83][84][85]

Estados Unidos
- Ejército de los Estados Unidos: 450 RQ-7B, 20 más en pedido[86]más otros 68 encargados a partir de 2012.[87]

### Antiguos operadores
Cuerpo de Marines de los Estados Unidos

## Incidentes y accidentes
El 15 de agosto de 2011, un avión de carga C-130 de las Fuerzas Aéreas estadounidenses colisionó con un RQ-7 cuando se aproximaba a la Base de Operaciones Avanzadas Sharana, en la provincia afgana de Paktika. El C-130 realizó un aterrizaje de emergencia con daños en dos motores y un ala, mientras que el RQ-7 quedó completamente destruido. La colisión provocó que el avión de carga quedara inmovilizado durante varios meses mientras era reparado, mientras que los restos del RQ-7 nunca fueron recuperados.
El 3 de abril de 2014, un RQ-7 de la Guardia Nacional del Ejército de Pensilvania que participaba en ejercicios de entrenamiento en Fort Indiantown Gap se estrelló cerca de una escuela primaria en Pensilvania y luego fue golpeado por un vehículo civil destruyendo el dron. No se registraron heridos.
El 10 de julio de 2019, un RQ-7 del Ejército de Estados Unidos operado por la 25.ª División de Infantería se estrelló en las montañas de Waianae, cerca del cuartel de Schofield en Hawái.
El 17 de julio de 2019, un RQ-7 de la Guardia Nacional de Wisconsin perdió el enlace con su operador en Volk Field durante un ejercicio de entrenamiento. El dron cayó en los árboles al sur de la Interestatal 90/94 entre Oakdale y Camp Douglas. No se registraron heridos ni daños. El dron sufrió daños "significativos".

## Especificaciones (familia 200)

### Características generales
Longitud: 11 pies 2 pulgadas (3,41 m)
Envergadura: 14 ft 0 in (3,87 m)
Altura: 1,0 m (3 pies 4 pulgadas)
Perfil alar: NACA 4415
Peso en vacío: 186 lb (77 kg)
Peso bruto: 170 kg (375 lb)
Motor: 1 × Motor Wankel UAV 741 usado sólo con aceite sintético Silkolene, 38 CV (28,5 kW)

### Rendimiento
Velocidad máxima: 130 mph (200 km/h, 110 kn)
Velocidad de crucero: 130 km/h (81 mph, 70 kn)
Autonomía: 109,5 km (68 millas)
Resistencia: 6 h/ 9 h Resistencia aumentada
Techo de servicio: 4.600 m (15.000 pies) ELOS (Línea de visión electrónica)
Nota: Cuando se equipa con alas IE (resistencia aumentada), el CRP (paquete de retransmisión de comunicaciones) y el motor 1102, el tiempo de resistencia aumenta a 9 horas, la envergadura del ala aumenta a aprox. 6,7 m (22 pies) y el techo de servicio es de 5.500 m (18.000 pies) (sólo con autorización).